# 머큐리 피닉스 트러스트
머큐리 피닉스 트러스트(영어: Mercury Phoenix Trust)는 1991년 록 밴드 퀸의 멤버 프레디 머큐리의 사망 이후 만들어진 재단이다. 프레디 머큐리의 사망 원인이기도 했던 후천면역결핍증후군(AIDS)을 퇴치하기 위한 기금을 운영하고 있으며, 그를 추념하기 위한 행사 역시 조직하고 있다. 2021년까지의 21년의 기간 동안 머큐리 피닉스 트러스트는 1,700만 달러를 기부하고 1천 개 이상의 AIDS 퇴치 프로젝트에 자금을 기부했다. 2010년부터는 프레디 머큐리의 생일이었던 9월 5일에 '프레디 포 어 데이'라는 이름으로 그를 기념하는 행사를 벌이고 있고, 해당 행사로 마련되는 수익금은 재단의 활동을 지원하는 데 사용되고 있다.

## 개요
HIV 감염 합병증에 의해 프레디 머큐리가 1991년에 런던에서 사망한 후 퀸의 나머지 일원들과 매니저였던 짐 비치는 에이즈를 의식하는 프레디 머큐리 추모 콘서트를 조직하고 그 수익으로 머큐리 피닉스 트러스트를 시작하기 위한 재원으로 사용되었다. 이 조직은 그 이후 현재에 이르기까지 활동하고 있다.
현재 신탁 재산 관리자는 브라이언 메이, 짐 비치, 로저 테일러, 그리고 머큐리의 오랜 친구인 메리 오스틴이다.